# Die Rache des Herkules
Die Rache des Herkules (Originaltitel: La vendetta di Ercole) ist ein mythologischer Abenteuerfilm, den Vittorio Cottafavi 1960 in Italien inszenierte. Der Film erlebte am 12. August 1960 seine italienische Premiere. Im deutschen Sprachraum wurde er am 23. Dezember 1960 erstaufgeführt.

## Handlung
Als Herkules den Zerberus besiegte, wurde er mit einem Fluch belegt: Wehe deinem Sohn, wenn er das Königshaus betritt. Zehn Jahre später verliebt sich Hylos, sein Sohn, in Thea, Tochter des Eurytos, König von Ekalien. Herkules ist eingedenk des Fluches gegen die Beziehung, was seinem alten Feind Eurytos – der gerne das reiche Theben unterwerfen würde, was bislang an Herkules’ Widerstand scheiterte – in die Hände spielt, der nun ein Druckmittel gegen ihn sieht. Er setzt Hylos gefangen und erzählt ihm, Herkules wolle Thea für sich selbst. Mit Hilfe seines unheimlichen Beraters Tyndarus bringt er auch die Mätresse Alcinoe dazu, Herkules Gift zu überbringen. Der jedoch rettet Alcinoe vor einem Bären, und sie verlieben sich.
Eurytos lässt nun, angeblich im Auftrage Theas, Herkules einen weiteren Trank zukommen, der Liebeskummer heilen soll. Auch das gelingt nicht; Herkules schreitet zu Rettung seines Sohnes, der gerade von Elefanten zertrampelt werden soll. Ein Zentaur nimmt derweil Herkules’ Frau Deianira gefangen und liefert sie Eurytos aus. Herkules sammelt seine Kräfte und bringt die Stadtmauern zum Einsturz; die Bösen sterben, die Guten obsiegen.

## Kritik
Im Lexikon des Fantasy-Films bemerken Ronald M. Hahn/Volker Jansen, Norbert Stresau: „Inwieweit die deutschen Verleiher ihr Scherflein zu dieser wahrhaft fesselnden Mixtur aus Wirr & Warr beigetragen haben, steht in den Sternen“. Francesco Minnini schreibt: „Die Grenzen des Genres werden deutlich, aber der Regisseur macht das mit Freude und Ironie“. Segnalazioni cinematigrafiche lobte die Farbgebung und Fotografie, und auch das Lexikon des internationalen Films meinte, „der italienische „Muskel-und-Sandalenfilm“ zähle zu den besseren Exemplaren des Genres.“